# Schoenhut-Puppen

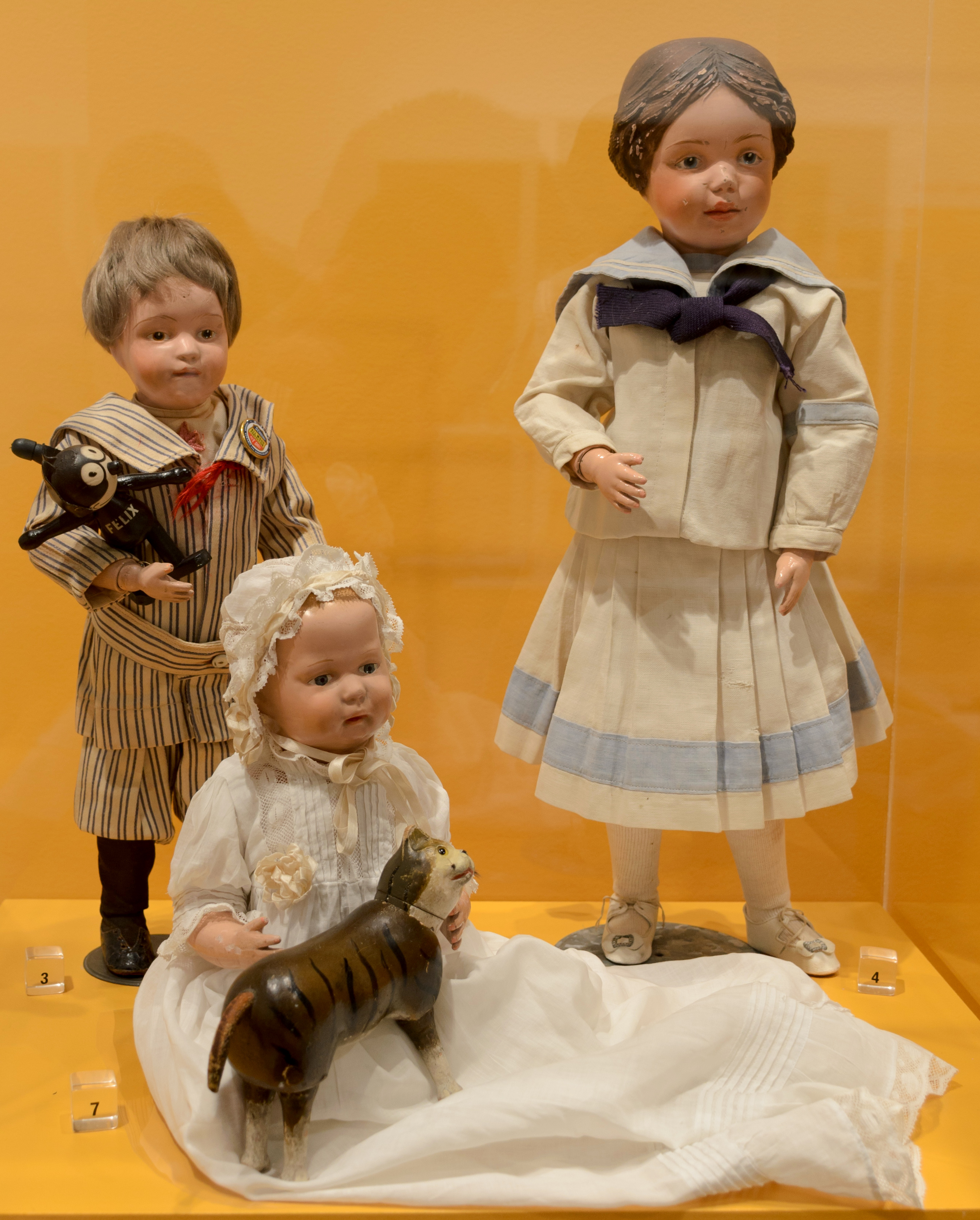
Schoenhut-Puppen im Philadelphia History Museum

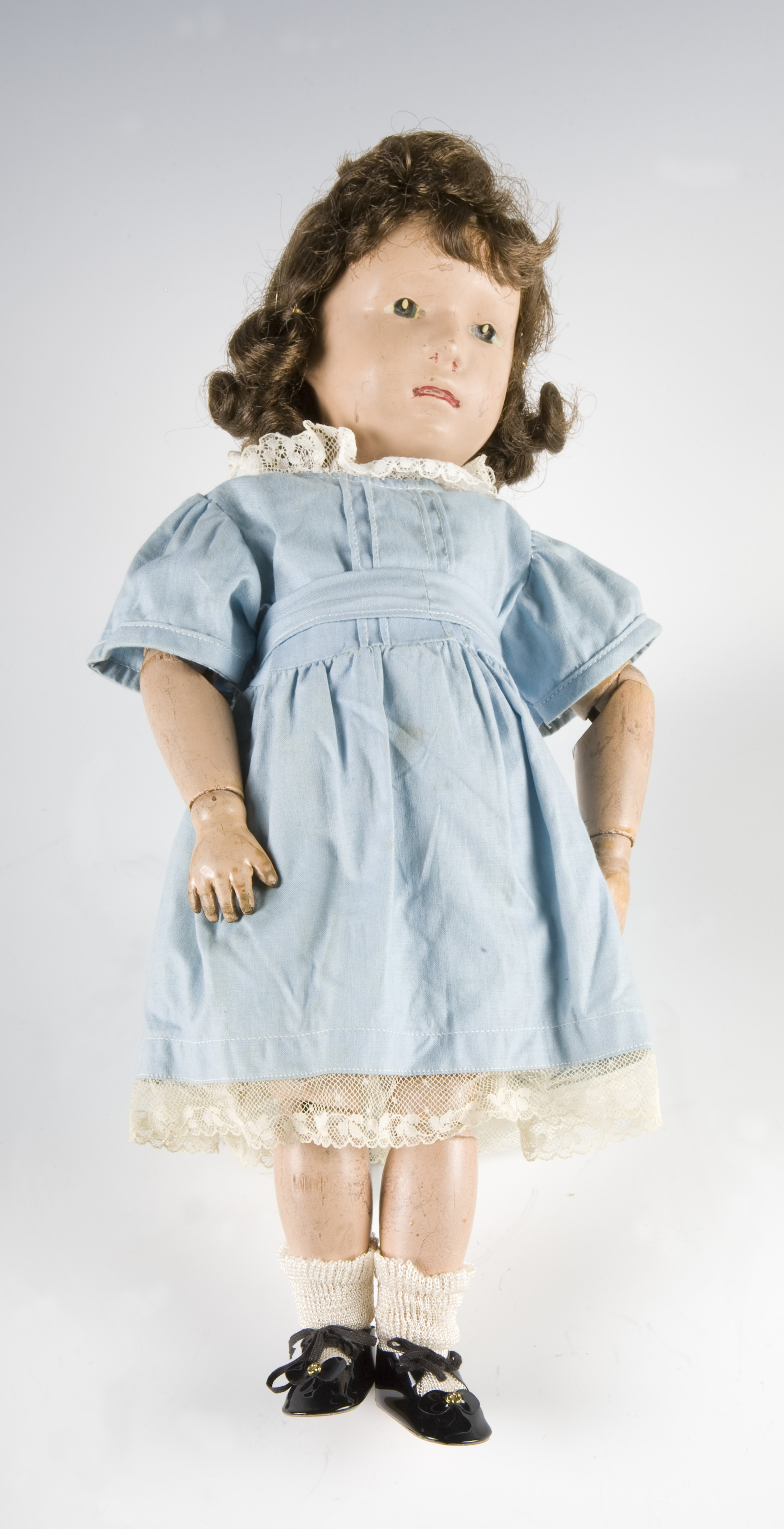
Schoenhut-Puppe im Missouri History Museum

Schoenhut-Puppen sind Holzpuppen, die von der Schoenhut Piano Company zwischen 1903 und der Insolvenz 1935 hergestellt wurden. Das Unternehmen, gegründet vom Holzschnitzer Albert Schoenhut, fertigte ursprünglich nur Kinderklaviere.

## Frühe Figuren und Puppen
Die Schoenhut Piano Company begann 1903 Puppen herzustellen, mit der Produktion des Humpty-Dumpty-Zirkus-Sets, das aus männlichen und weiblichen Akrobaten, einem Löwenbändiger, einer Zirkusreiterin und einem Zirkusdirektor bestand. 1908 wurden die Rolly Dolly-Puppen geschaffen, die birnenförmige Körper aufwiesen und Gewichte im Innern, mit denen das Spielzeug vor- und zurückwippen konnte, ohne umzufallen. Ein aus 53 Stücken bestehendes Set namens Teddy Roosevelt's Adventures in Africa kam ebenfalls auf den Markt, basierend auf der Smithsonian-Roosevelt African Expedition.

## All-Wood Perfection Art Doll
Nachdem 1909 ein Patentantrag eingereicht wurde, patentierte das Unternehmen 1911 die All-Wood Perfection Art Doll (Vollholz-Perfektions-Kunstpuppe), die einen hölzernen Kopf (teilweise mit geschnitzten Haaren, andere mit Perücken), Federstahlgelenke und Löcher in den Füßen aufwies, die es weltweit erstmals erlaubten, eine Puppe zu verstellen und auf unterschiedlichen Unterlagen aufzustellen.
Es wurden unterschiedliche Puppenformen hergestellt, in den Größen 14, 16, 19 und 21 Inch. Es gab ein Charaktergesicht mit geschnitzten Haaren und Intaglio-Augen, eines mit Perücke und Intaglio-Augen, ein Mädchen mit hübscher, eng anliegender Haube, „Schnickel-Fritz“ mit welligen Haaren und aufgemalten Augen, „Tootsie Wootsie“ mit kurzen Haaren und eine dunkelhäutige Puppe mit lockig modellierten Haaren. Auch wurden Puppen mit Schlafaugen hergestellt, die sich schlossen, wenn die Puppe waagrecht gelegt wurde. 1915 wurde eine Puppe im Dolly-Face-Stil produziert mit runden Backen und Augen.
Schoenhut-Puppen sind, wie auch andere von der Firma hergestellte Spielwaren, zu Sammlerstücken geworden. Nach einer Schätzung aus 2008 sind 14″-Schoenhut-Puppen mit geschnitzten Haaren und Intaglio-Augen ca. $2.800–2.900 wert.